# Allothunnus
Allothunnus is een geslacht van straalvinnige vissen uit de familie van de Scombridae (Makrelen), orde van baarsachtigen (Perciformes).

## Soort
- Allothunnus fallai Serventy, 1948 – Slanke tonijn